# The Answer (Peter Bardens)
| Recensione     | Giudizio    |
| -------------- | ----------- |
| AllMusic       | [ 1 ]       |
| Sputnikmusic   | 3.5 (Great) |
| Piero Scaruffi | [ 3 ]       |
| Proarchives    | [ 4 ]       |

The Answer è il primo album discografico solistico del musicista rock inglese Peter Bardens, pubblicato dall'etichetta discografica Transatlantic Records nel settembre del 1970.

## Tracce
Lato A
Testi e musiche di Peter Bardens.
1. The Answer – 5:15
2. Don't Goof with a Spook – 7:23
3. I Can't Remember – 10:42

Lato B
Testi e musiche di Peter Bardens.
1. I Don't Want to Go Home – 5:15
2. Let's Get It On – 6:39
3. Homage to the God of Light – 13:33

Edizione CD del 2010, pubblicato dalla Esoteric Recordings (ECLEC 2221)
Testi e musiche di Peter Bardens, eccetto dove indicato.
1. The Answer – 5:15
2. Don't Goof with a Spook – 7:23
3. I Can't Remember – 10:42
4. I Don't Want to Go Home – 5:15
5. Let's Get It On – 6:39
6. Homage to the God of Light – 13:33
7. Man in the Moon – 4:16 – Bonus Track - Village - Lato A del singolo pubblicato dalla Head Records (HDS 4002) il 27 giugno 1969
8. Long Time Coming – 2:34 (Bill Porter, Bruce Thomas, Peter Bardens) – Bonus Track - Village - Lato B del singolo pubblicato dalla Head Records (HDS 4002) il 27 giugno 1969

## Musicisti
- Peter Bardens - organo, pianoforte, voce
- Andy Gee - chitarra
- Bruce Thomas - basso
- Reg Isadore - batteria
- Rocky - congas
- Alan Marshall - accompagnamento vocale - cori, percussioni
- David Wooley - accompagnamento vocale - cori, antiques
- Linda Lewis - accompagnamento vocale - cori
- Steve Ellis - accompagnamento vocale - cori

Note aggiuntive
- Peter Bardens - produttore
- John Whitehead - coordinatore alla produzione
- Registrazioni effettuate al Sound Techniques di Londra (Inghilterra)
- Gerry Boys - ingegnere delle registrazioni
- Keith Morris - fotografie
- Rainbow - design
- George Peckham - mastering[8]